# Zhoushizhuang (köpinghuvudort i Kina, Shanxi Sheng, lat 40,11, long 113,47)
Zhoushizhuang är en köpinghuvudort i Kina. Den ligger i provinsen Shanxi, i den norra delen av landet, omkring 260 kilometer norr om provinshuvudstaden Taiyuan. Antalet invånare är 17 620. Befolkningen består av 8 210 kvinnor och 9 410 män. Barn under 15 år utgör 19,0 %, vuxna 15-64 år 70 %, och äldre över 65 år 9,0 %.
Runt Zhoushizhuang är det ganska tätbefolkat, med 116 invånare per kvadratkilometer. Närmaste större samhälle är Datong, 15,0 km väster om Zhoushizhuang. Trakten runt Zhoushizhuang består i huvudsak av gräsmarker.
Genomsnittlig årsnederbörd är 603 millimeter. Den regnigaste månaden är juli, med i genomsnitt 163 mm nederbörd, och den torraste är januari, med 3 mm nederbörd.